# NGC 3834
NGC 3834 (другие обозначения — MCG 3-30-65, ZWG 97.84, PGC 36443) — галактика в созвездии Лев.
Этот объект входит в число перечисленных в оригинальной редакции «Нового общего каталога».
В галактике вспыхнула сверхновая SN 1968F. Её пиковая видимая звёздная величина составила 16,2